# Tour Europe
Tour Blanche (früher auch Tour CB14) ist der Name eines Hochhauses im Pariser Vorort Courbevoie in der Bürostadt La Défense. Erbaut wurde das Hochhaus 1969, womit es zur ersten Generation der Hochhäuser von La Défense zählt. Bei seiner Fertigstellung im Jahr 1969 war der 100 Meter hohe Büroturm der Dritthöchste im Geschäftsviertel La Défense. Das Gebäude verfügt über 28 Etagen und über eine Fläche von etwa 28.000 Quadratmetern. Entworfen wurde das Gebäude von den Architekten Delb, Chesneau und Verola.
Im Jahr 2002 fanden Renovierungsarbeiten am Gebäude statt.
Der Büroturm ist mit der Métrostation La Défense und dem Bahnhof La Défense an den öffentlichen Nahverkehr im Großraum Paris angebunden.